# Мирківська сільська рада
Миркі́вська сільська́ ра́да — адміністративно-територіальна одиниця та орган місцевого самоврядування в Горохівському районі Волинської області. Адміністративний центр — село Мирків.

## Загальні відомості
- Територія ради: 18,2 км²
- Населення ради: 629 осіб (станом на 2001 рік). Кількість дворів — 185.
- Територією ради протікає річка Безіменна

## Населені пункти
Сільраді підпорядковані населені пункти:
- с. Мирків

## Населення
Згідно з переписом УРСР 1989 року чисельність наявного населення сільської ради становила 1336 осіб, з яких 610 чоловіків та 726 жінок.
За переписом населення України 2001 року в сільській раді мешкало 628 осіб.

### Мова
Розподіл населення за рідною мовою за даними перепису 2001 року:
| Мова       | Відсоток |
| ---------- | -------- |
| українська | 99,52 %  |
| вірменська | 0,48 %   |

## Господарська діяльність
В Мирківській сільській раді працює 1 школа: неповна середня, будинок культури, бібліотека, 1 дитячий садок, 1 медичний заклад, 1 відділення зв'язку, 1 АТС на 43 номери, 3 торговельних заклади. Наявне проводове радіомовлення.
По території сільської ради проходить Т 0302, О030323.

## Склад ради
Рада складається з 12 депутатів та голови.
- Голова ради: Лем Олександр Іванович
- Секретар ради: Ящук Олена Іванівна

### Керівний склад попередніх скликань
| Прізвище, ім'я, по батькові | Основні відомості                                                                              | Дата обрання | Дата звільнення |
| --------------------------- | ---------------------------------------------------------------------------------------------- | ------------ | --------------- |
| Лем Олександр Іванович      | Сільський голова, 1959 року народження, освіта вища, член Народної партії                      | 26.03.2006   | 31.10.2010      |
| Лем Олександр Іванович      | Сільський голова, 1959 року народження, освіта вища, безпартійний                              | 31.10.2010   | 25.10.2015      |
| Лем Олександр Іванович      | Сільський голова, 1959 року народження, освіта вища, безпартійний, від Аграрної партії України | 25.10.2015   |                 |

Примітка: таблиця складена за даними сайту Верховної Ради України та ЦВК

### Депутати VII скликання
За результатами місцевих виборів 2015 року депутатами ради стали:

#### За суб'єктами висування
| Суб'єкт висування      | Кількість обраних депутатів | %     |
| ---------------------- | --------------------------- | ----- |
| Самовисування          | 7                           | 58.33 |
| Аграрна партія України | 5                           | 41.67 |

#### За округами
| № округу | Прізвище, ім'я, по батькові  | Ким висунуто           | Дата нар.  | Освіта              | Партійна приналежність | Відомості                                           |
| -------- | ---------------------------- | ---------------------- | ---------- | ------------------- | ---------------------- | --------------------------------------------------- |
| 1        | Савчук Марія Степанівна      | Аграрна партія України | 11.03.1970 | вища                | безпартійна            | Мирківська сільська рада, головний бухгалтер        |
| 2        | Ящук Олена Іванівна          | Аграрна партія України | 09.06.1974 | вища                | безпартійна            | Мирківська сільська рада, секретар сільської ради   |
| 3        | Гуменюк Наталія Іванівна     | Самовисування          | 02.04.1977 | професійно-технічна | безпартійна            | Магазин, підприємець                                |
| 4        | Андрійчук Лариса Ярославівна | Аграрна партія України | 02.10.1973 | професійно-технічна | безпартійна            | ДНЗ «Берізка» с. Мирків, завідувач                  |
| 5        | Король Віра Арсентіївна      | Самовисування          | 23.10.1966 | професійно-технічна | безпартійна            | СФГ «Зоря», бухгалтер                               |
| 6        | Юхимчук Світлана Михайлівна  | Аграрна партія України | 16.08.1960 | вища                | безпартійна            | Мирківська ЗОШ І-ІІ ст., вчитель                    |
| 7        | Новосад Тамара Василівна     | Самовисування          | 07.12.1971 | вища                | безпартійна            | ДНЗ «Берізка» с. Мирків, вихователь                 |
| 8        | Ящук Галина Володимирівна    | Аграрна партія України | 15.06.1957 | вища                | безпартійна            | Мирківська ЗОШ І-ІІ ст., директор                   |
| 9        | Нечипорук Євгенія Панасівна  | Самовисування          | 16.02.1956 | вища                | безпартійна            | Мирківська ЗОШ І-ІІ ст., вчитель                    |
| 10       | Шавлаюк Марія Іванівна       | Самовисування          | 18.01.1972 | вища                | безпартійна            | Мирківська сільська рада, спеціаліст-землевпорядник |
| 11       | Кизим Раїса Пилипівна        | Самовисування          | 08.12.1962 | вища                | безпартійна            | Не працює                                           |
| 12       | Кодня Леонід Олександрович   | Самовисування          | 14.02.1975 | вища                | безпартійний           | СФГ «Зоря», заготівельник с./г продукції            |